# Magnetpulverbremse

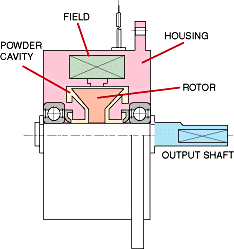
Prinzipskizze einer Magnetpulverbremse

Eine Magnetpulverbremse ist eine Magnetbremse mit ferromagnetischem Pulver im Scherspalt der Kupplungsflächen, welches durch ein Magnetfeld Drehmoment übertragen kann.
Magnetpulverbremsen und Magnetpulverkupplungen, die nach dem gleichen Prinzip funktionieren, kommen im Maschinenbau in Bahnspannungsreglern und zur Umsetzung sanfter Anläufe und Stopps sowie bei Belastungstests zum Einsatz. Merkmale sind die kompakte Bauweise, der geringe Steuerleistungsbedarf und der gleichmäßige Drehmomentverlauf.

## Funktionsprinzip
Eine Magnetpulverbremse besteht aus einem Stator mit eingebauter Spule und einem gegenüberliegenden, mit z. B. einer Welle verbundenem Rotor.
Im Luftspalt zwischen den beiden sich nicht berührenden Bauteilen befindet sich ein ferromagnetisches Pulver, das bei Stromfluss durch die Spule kettenartige Strukturen im entstehenden Magnetfeld ausbildet.
Über diese, nun beide Bauteile berührenden Strukturen wird das Drehmoment übertragen und Reibung erzeugt (kraftschlüssige Verbindung). Die Bremswirkung verhält sich hierbei etwa proportional zum durch die Spule fließenden Strom.
Das Moment ist im Gegensatz zu Wirbelstrombremsen unabhängig von der (Differenz-)Drehzahl.
Charakteristisch ist jedoch ein Hystereseverhalten und ein Moment, das bei Feldfreiheit bzw. Stromlosigkeit nicht Null ist. Das Drehmoment lässt bei gleichem Spulenstrom bei Alterung nach.
Bei der Magnetpulverkupplung ist der Stator ebenfalls drehbar gelagert und kann somit ein Drehmoment auf eine zweite Welle  übertragen.

## Anwendung
Magnetpulverbremsen ermöglichen einen gleichmäßigen Dauerbetrieb auch bei sehr niedriger Drehzahl und werden häufig als Bahnspannungsregler beispielsweise bei Druckmaschinen, Lebensmittelverpackungen oder Laminier- und Kunststofffolienmaschinen verwendet. Darüber hinaus wird die Magnetpulverbremse zur Simulation von Belastungen beispielsweise in Motorenprüfständen, Friktiontestern oder Fitnessgeräten eingesetzt.

## Geschichte
Die Magnetpulverbremse wurde von Alex Hammecke in den 1950er Jahren für die Elektro-Mechanik GmbH, Olpe, entwickelt und am 21. Juli 1955 zum Patent angemeldet.